# Cucullia lactucae
Cucullia lactucae là một loài bướm đêm thuộc họ Noctuidae. Nó được tìm thấy ở hầu hết châu Âu, Thổ Nhĩ Kỳ, dãy núi Altai và Kavkaz.

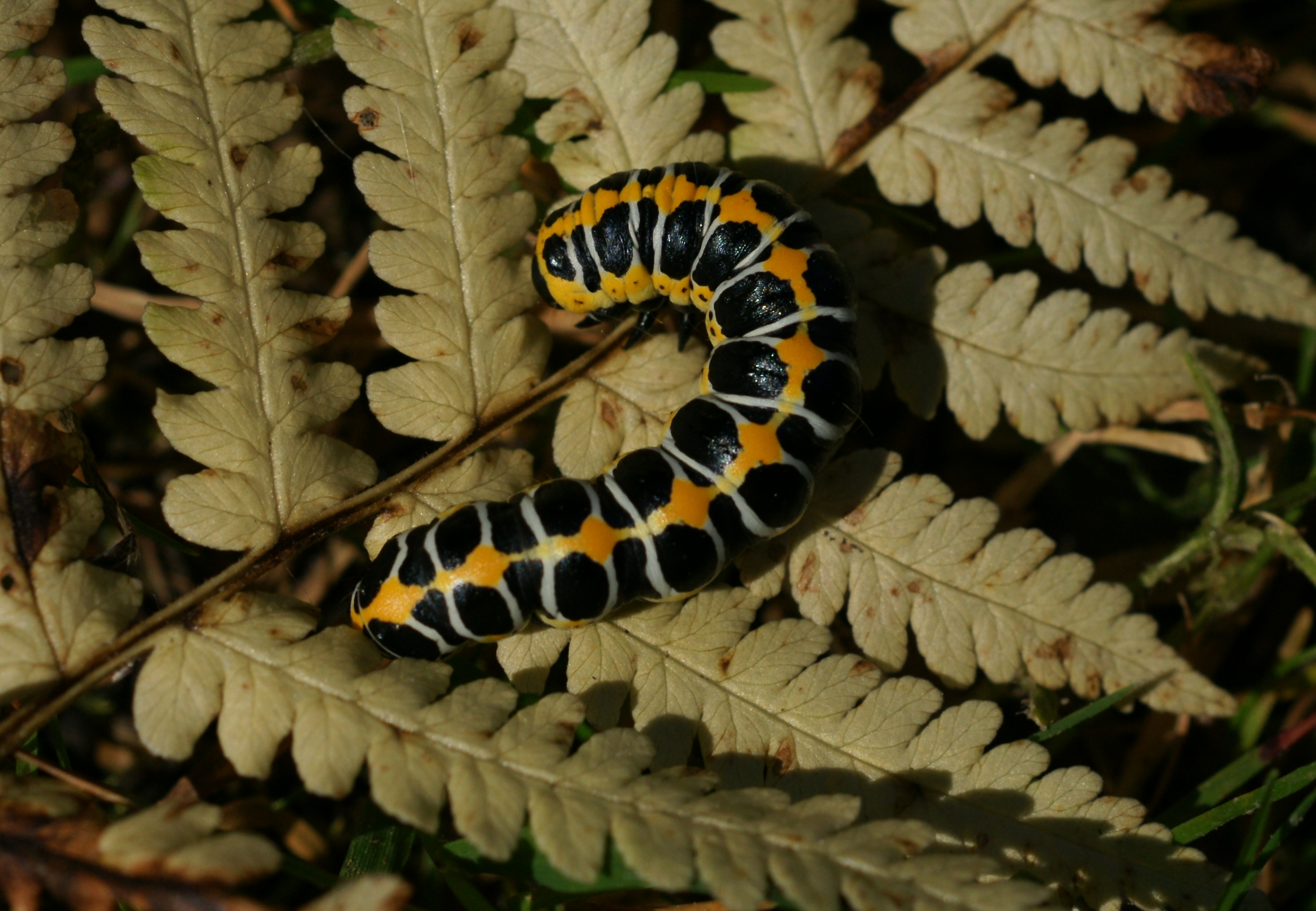
Sâu bướm (dạng màu cam)

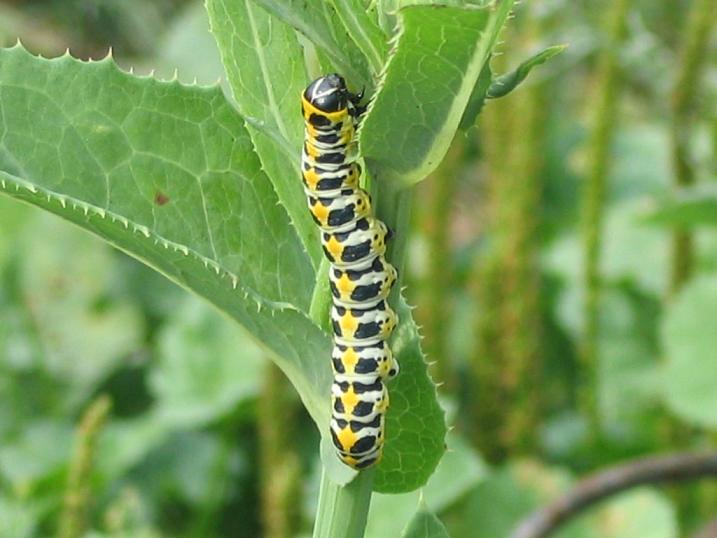
Sâu bướm (dạng màu vàng)

Sải cánh dài 44–53 mm. Con trưởng thành bay từ tháng 5 đến tháng 7 làm một đợt in hầu hết the range. In the south, there là một second generation con trưởng thành bay từ tháng 8 đến tháng 9.
Ấu trùng ăn các loài Compositae, Sonchus arvensis, Sonchus asper, Lactuca sativa và Lactuca muralis.

## Hình ảnh

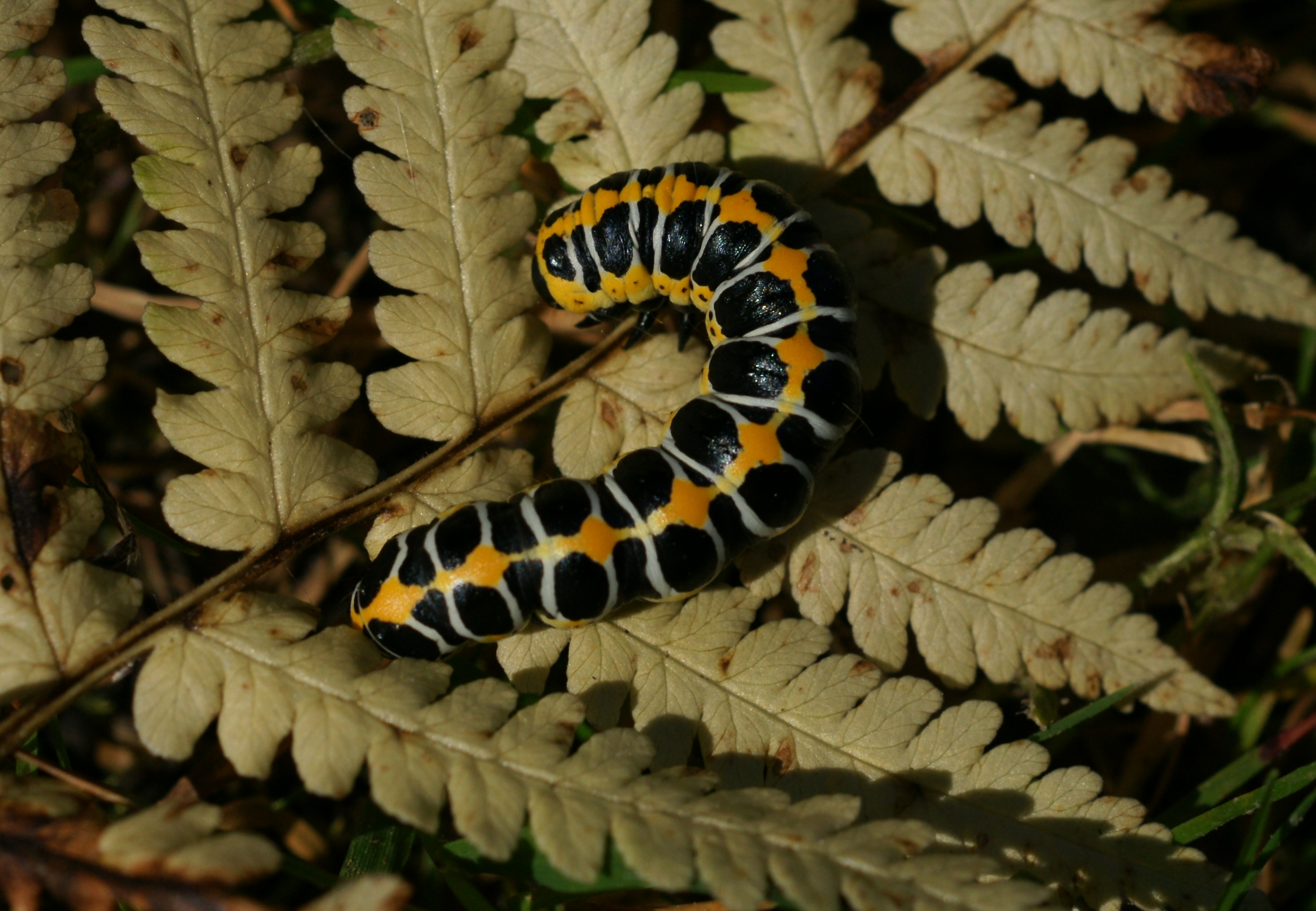
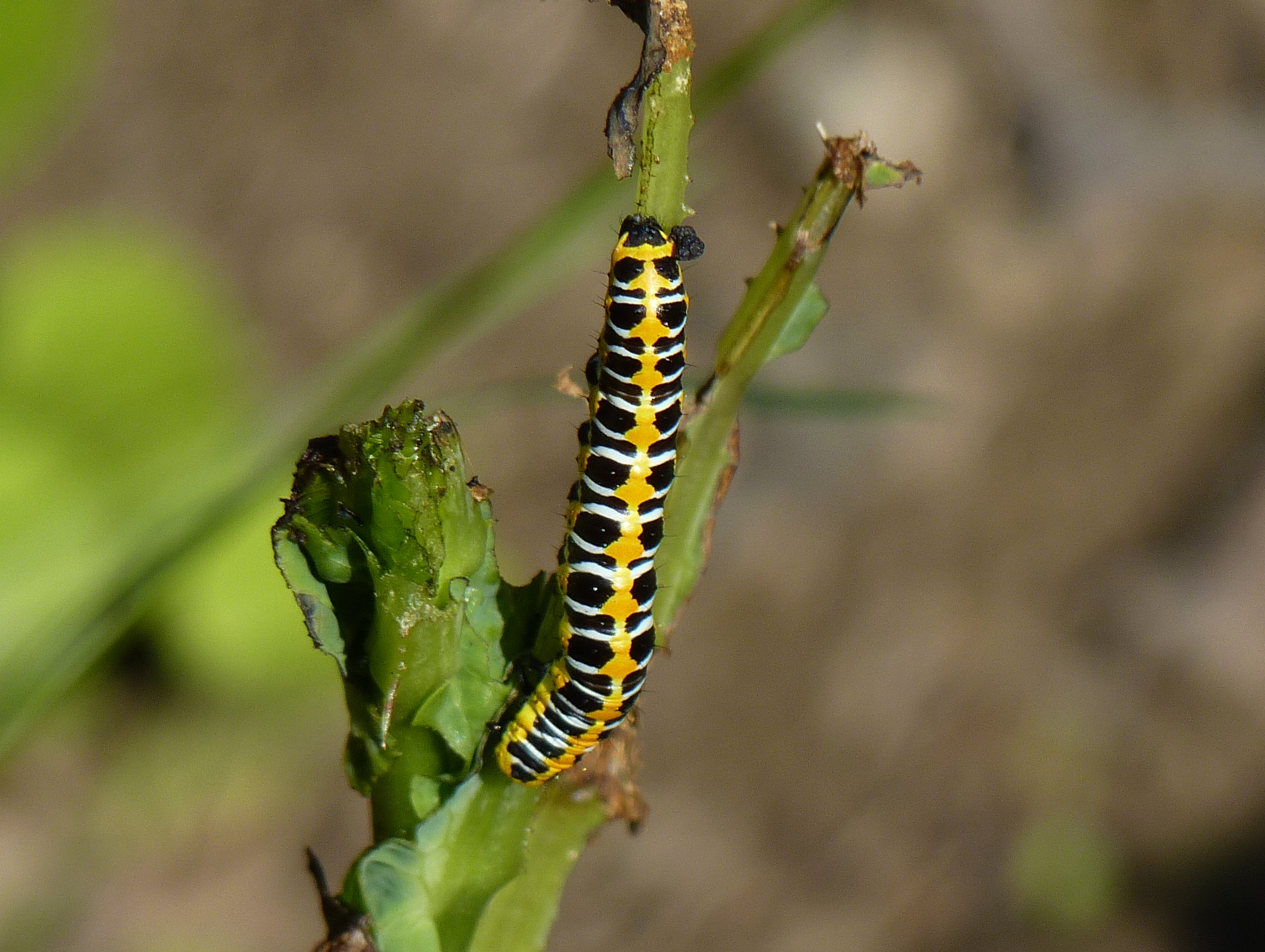